# شون هاتسون
شون هاتسون (بالإنجليزية: Shaun Hutson)‏ (1958، هارتفوردشير في المملكة المتحدة)؛ روائي بريطاني.